# 阿布拉米夫西卡多利納
48°31′0″N 28°6′21″E / 48.51667°N 28.10583°E
阿布拉米夫斯卡-多利納（烏克蘭語：Абрамівська Долина）是位於烏克蘭西南部的村莊，由文尼察州裡莫希利夫-波季利斯基区的切爾尼夫齊市鎮負責管轄。該村始建於1400年，面積0.9平方公里，海拔高度154米，2001年人口316。